# BMI Foundation
La BMI Foundation, Inc. è un'organizzazione non-profit fondata nel 1985 da dirigenti della Broadcast Music Incorporated allo scopo di "incoraggiare la creazione, l'esecuzione e lo studio della musica attraverso premi, borse di studio, tirocini, sovvenzioni e commissioni". Inoltre la Fondazione concede annualmente finanziamenti ad altre organizzazioni musicali senza scopo di lucro. L'organizzazione è attualmente guidata da Deirdre Chadwick che funge da Presidente e da un Consiglio di amministrazione eletto.

## I premi
I programmi dei premi comprendono:
- BMI Student Composer Awards for Classical Compositions[3]
- Peermusic Latin Scholarships[4]
- Carlos Surinach Awards and Commissions[5]
- Woody Guthrie Fellowships[6]
- Women's Music Commission[7]
- John Lennon Scholarships[8]
- Milton Adolphus award[9]
- Charlie Parker Jazz Composition Prize[10]
- Jerry Harrington Musical Theater Award[11]
- Jerry Bock Musical Theater Award[12]
- Robert B. Sherman Scholarship[13]
- David N. Baker Jazz Composition Scholarship, Indiana University Jacobs School of Music[14]